# (242) Кримхильда
(242) Кримхильда (нем. Kriemhild) — типичный астероид главного пояса, который был обнаружен 22 сентября 1884 года австрийским астрономом Иоганном Пализой в Венской обсерватории и назван в честь главного героя ранней германской литературы Кримхильды. Название было дано Морицем фон Кюфнером, промышленником и спонсором обсерватории. 

Орбита астероида Вальпурга и его положение в Солнечной системе
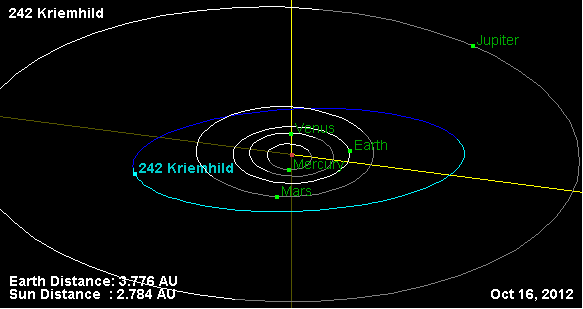
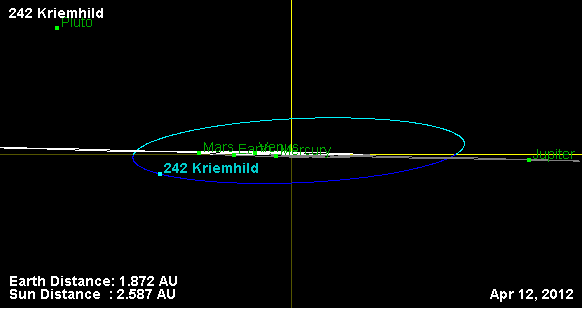